# Vanja Plisnić
Vanja Plisnić (in serbo Вaњa Плиснић?; Zenica, 28 luglio 1980) è un ex cestista serbo.

## Carriera
Si è formato cestisticamente nel KK Novi Sad. Nel 1998 è passato nelle file del KK Radnički di Belgrado; nella stagione 2000-01 ritorna a Novi Sad, ma questa volta nelle file della KK Vojvodina, società nella quale ha esordito anche in Coppa Korać nella stagione 2000-01. 
Nel 2002 si trasferisce all'FMP Železnik di Belgrado dove rimarrà per due stagioni giocando anche nell'ULEB Cup, vincendo la coppa nazionale e la Lega Adriatica nella stagione 2003-04.
Nella stagione 2004-05 ritorna nelle file del KK Vojvodina e nell'estate 2006 si trasferisce nel campionato belga nelle file dell'Ostenda, tuttavia nel gennaio del 2007 ritorna in Serbia nelle file del KK Hemofarm di Vršac. 
Al termine del campionato si trasferisce in Russia nelle file dell'Ural Great Perm' che partecipa alla Superliga A. Nella stagione 2009-10 gioca nel massimo campionato italiano nelle file della Pall. Biella. Al termine del campionato va a giocare nel BC Nižnij Novgorod in Russia. Tuttavia nel gennaio 2011 ritorna in Italia per giocare in Serie A chiamato dalla Dinamo Sassari per sostituire il ceco Jiří Hubálek infortunatosi in allenamento e contribuendo a far rimanere la società sarda nella massima serie.
Nell'estate 2011 rinnova il contratto con la squadra sassarese per un'altra stagione.
Al termine di una stagione che ha visto la Dinamo Sassari raggiungere il quarto posto in classifica nella regular season e le semifinali nei play-off scudetto la società sarda non gli rinnova il contratto. L'11 luglio 2012 firma un contratto per una stagione con i turchi del TED Kolejliler.

## Palmarès
- Campionato belga: 1

Ostenda: 2006-07
- Coppa di Serbia e Montenegro: 1

FMP Železnik: 2003
- Lega Adriatica: 1

FMP Železnik: 2003-04